# Лос-Алтос-Гілс (Каліфорнія)
Лос-Алтос-Гілс (англ. Los Altos Hills) — місто (англ. town) в окрузі Санта-Клара, штат Каліфорнія, США. Населення — 8489 осіб (2020).

## Географія
Лос-Алтос-Гілс розташований за координатами 37°22′3″ пн. ш. 122°8′22″ зх. д. / 37.36750° пн. ш. 122.13944° зх. д. (37.367422, -122.139319). За даними Бюро перепису населення США в 2010 році місто мало площу 22,80 км², уся площа — суходіл.
Місто входить до Кремнієвої долини.

## Демографія
Згідно з переписом 2010 року, у місті мешкали 7922 особи в 2829 домогосподарствах у складі 2371 родини. Густота населення становила 348 осіб/км².  Було 3001 помешкання (132/км²).
Расовий склад населення:
| - 68,4 % — білих - 26,6 % — азіатів - 0,5 % — чорних або афроамериканців - 0,1 % — вихідців з тихоокеанських островів - 0,1 % — корінних американців |

До двох чи більше рас належало 3,7 %. Частка іспаномовних становила 2,7 % від усіх жителів.
За віковим діапазоном населення розподілялося таким чином: 22,9 % — особи молодші 18 років, 53,9 % — особи у віці 18—64 років, 23,2 % — особи у віці 65 років та старші. Медіана віку мешканця становила 50,2 року. На 100 осіб жіночої статі у місті припадало 97,8 чоловіків;  на 100 жінок у віці від 18 років та старших — 96,4 чоловіків також старших 18 років.
За межею бідності перебувало 5,3 % осіб, у тому числі 4,7 % дітей у віці до 18 років та 0,7 % осіб у віці 65 років та старших.
Цивільне працевлаштоване населення становило 3413 особи. Основні галузі зайнятості: освіта, охорона здоров'я та соціальна допомога — 25,0 %, виробництво — 21,4 %, науковці, спеціалісти, менеджери — 20,5 %.